# L'Homme qui tua la peur
Pour plus de détails, voir Fiche technique et Distribution.
L'Homme qui tua la peur (Edge of the City) est un film américain réalisé par Martin Ritt, sorti en 1957.

## Synopsis
Dans le New York des années 1950, Axel North, un personnage mystérieux, se fait embaucher comme docker. Son patron, Charlie Malik est un personnage horrible, qui prélève une dîme sur le salaire de ses employés.
Axel fait la connaissance de Tommy Tyler, un homme noir très gentil, marié et père d'un enfant. Peu à peu, ces derniers deviennent très amis, ce qui amène Axel à louer une chambre dans le même quartier que Tommy. Il souhaite également changer d'équipe pour travailler avec son ami, mais se heurte au racisme de son patron, qui le lui interdit. Prenant son courage à deux mains, Axel décide de changer d'équipe, ce que Charlie ne supporte pas. 
Connaissant le passé de l'homme qu'il a engagé, Charlie menace de révéler le passé d'Axel, ce qui le rend très nerveux. Tommy cherche à savoir ce qu'il en est mais Axel refuse de lui en parler. Finalement, il lui explique qu'il a déserté l'armée et risque 20 ans de prison.
Plus tard, Axel et Tommy se disputent avec Charlie et une bagarre éclate, à l'issue de laquelle Charlie tue Tommy Tyler. Faisant passer ce meurtre pour un accident, le patron corrompu échappe dans un premier temps aux conséquences de son acte. Axel finit par venger la mort de son ami en affrontant Charlie et en l'amenant, par la force, à se présenter devant la justice.

## Fiche technique
- Titre : L'Homme qui tua la peur
- Titre original : Edge of the City
- Réalisation : Martin Ritt
- Scénario : Robert Alan Aurthur
- Production : David Susskind
- Musique : Leonard Rosenman
- Photographie : Joseph C. Brun
- Montage : Sidney Meyers
- Costumes : Anna Hill Johnstone
- Pays de production : États-Unis
- Format : Noir et blanc - Mono
- Genre : Drame
- Durée : 85 minutes
- Date de sortie :
  - États-Unis : 29 janvier 1957 (New York)

## Distribution
- John Cassavetes (VF : Bernard Murat) : Axel Nordmann
- Sidney Poitier (VF : Bachir Touré) : Tommy Tyler
- Jack Warden (VF : Jacques Thébault) : Charles Malik
- Kathleen Maguire : Ellen Wilson
- Ruby Dee : Lucy Tyler
- Val Avery : Frère
- Robert F. Simon (VF : Pierre Leproux) : George Nordmann, le père d'Axel
- Ruth White : Katherine Nordmann, la mère d'Axel
- William A. Lee : Davis
- John Kellogg : Détective
- David Clarke (VF : Pierre Collet) : Wallace
- Estelle Hemsley : Mme Price

- Roy Glenn (non crédité) : Stevedore

## Production
Le film a été produit par Metro-Goldwyn-Mayer avec un budget de 500 000 $. Son contenu racial était censé limiter sa commercialisation dans le sud des États-Unis. Le film a été tourné sur place dans une gare de triage à Manhattan et sur la terrasse Saint-Nicholas à New York.
Sidney Poitier est le seul acteur restant de la version télévisée, dans laquelle le personnage de Jack Warden était joué par Martin Balsam et le personnage de Cassavetes était joué par Don Murray. Cette version a été réalisée par Robert Mulligan. Le scénario a été complètement réécrit pour le film.

## Accueil

### Critique
Le film a reçu des critiques positives, louant la relation inhabituelle entre personnages joués par Sidney Poitier et John Cassavetes. Le magazine Time a souligné que le personnage de Poitier n'est pas seulement le supérieur d'un homme blanc, mais aussi son meilleur ami, et se distingue par sa grande intelligence, son courage, sa compréhension et son empathie. Le Sunday Times a déclaré que le film était « magnifiquement réalisé » par Martin Ritt.
Bosley Crowther, critique de cinéma au New York Times, a qualifié le film de « petit film ambitieux » et « parfois proche d'une sorte d'articulation juste des complexités de la fraternité raciale.»  Dans une scène où ils déjeunent au bord de la rivière, « les attitudes des jeunes gens - l'homme blanc avec des terreurs dans son esprit et le nègre avec une disposition cordiale à être aussi généreux avec son amitié qu'avec la nourriture - sont rapidement et résolument établies. dans cette petite scène et le modèle de dévotion profonde dans leur camaraderie ultérieure est préparé.»

### Billeterie
Metro-Goldwyn-Mayer a retardé la sortie du film parce qu'il était mal à l'aise avec le thème racial. Le film a pu sortir après avoir reçu des critiques élogieuses du public en avant-première. Cependant, il n'a pas été distribué dans le sud des États-Unis et a été refusé par de nombreux directeurs de théâtre en raison de sa représentation d'une relation interraciale. Le film n'a pas été un succès commercial.